# Ardaris
Ardaris là một chi bướm ngày thuộc họ Bướm nâu. Nó gồm 2 loài đặc hữu phân bố ở các khu rừng vùng núi ở cordillera de Mérida, Venezuela.

## Especies
- Ardaris eximia (Hewitson, 1871)
- Ardaris hantra Evans, 1951